# Оума, Эрик
Эрик Оума Отьено (фр. Eric Ouma Otieno; 27 сентября 1996, Найроби, Кения) — кенийский футболист, защитник. Игрок национальной сборной.

## Карьера

### Клубная
Начинал играть в футбол на родине в одном из ведущих клубов страны "Гор Махие". В январе 2017 года переехал в Европу, где он заключил контракт с грузинским "Колхети-1913". Через год защитник перебрался в албанский "Кастриоти", однако дебюта в нем кениец не дождался. Он отправился в шведский "Васалунд", а в начале 2020 года африканец пополнил состав АИКа.

### В сборной
За сборную Кении Эрик Оума дебютировал 29 мая 2016 года в товарищеском матче против Танзании, завершившемся со счетом 1:1. Летом 2019 года защитник вместе со своей национальной командой принял участие в розыгрыше Кубке африканских наций в Египте.